# Landis Blair
Pour les articles homonymes, voir Blair.
Landis Blair (de son nom complet Peter Landis Blair) est un illustrateur et auteur de bande dessinée américain né le 4 septembre 1983 à Waukegan, dans l'Illinois.

## Biographie
Il scénarise et dessine The Envious Siblings: and Other Morbid Nursery rhymes. Il accède à la notoriété avec The Hunting Accident, qu'il dessine sur un scénario de David L. Carlson ; le livre, traduit en français sous le titre L'Accident de chasse (éd. Sonatine, 2020), est récompensé à Quai des Bulles en 2020 et remporte le fauve d'or au Festival d'Angoulême 2021.
Landis Blair collabore également avec Caitlin Doughty (en) en illustrant son deuxième livre, From Here to Eternity. En parallèle, il écrit et publie certains de ses propres ouvrages sous le label Sastergoodment Press.

### Style graphique et narratif
Blair est influencé par Edward Gorey.

## Œuvres

### En anglais
- The Hunting Accident: A True Story of Crime and Poetry (dessin), scénario de David L. Carlson, First Second, 2017  (ISBN 978-1-626-72676-5)
- Caitlin Doughty, From Here to Eternity: travelling the world to find the good death (illustration) 2017
- The Envious Siblings: and Other Morbid Nursery rhymes, W. W. Norton & Company, 2019

### En français
- L'Accident de chasse (dessin), avec David L. Carlson (scénario), traduction de Julie Sibony, éditions Sonatine, 2020  (ISBN 978-2355847813)

## Prix et distinctions
- Prix Ouest-France-Quai des Bulles 2020, avec David L. Carlson, pour L'Accident de chasse[2]
- Fauve d'or au festival d'Angoulême 2021, avec David L. Carlson, pour L'Accident de chasse[3]
- Grand prix des lectrices de Elle (document) 2021, avec David L. Carlson, pour L'Accident de chasse[6].

### Documentation
- Wolk, Douglas, « The Latest in Graphic Novels », The New York Times,‎ 30 novembre 2017 (lire en ligne, consulté le 8 mai 2019)
- Arthur Bayon, « L'Accident de chasse, dans l'enfer dantesque d'une prison américaine », Le Figaro,‎ 24 octobre 2020 (lire en ligne).
- Daniel Couvreur, « Matt, le gangster aveugle dans l’Enfer de Dante », Le Soir, 6 septembre 2020.